# Tabithet
Tabithet est une déesse égyptienne a priori de l'époque copte, épouse et mère d'Horus l'Ancien. Elle est identifiée à Isis. Son nom serait issu de l’égyptien et de l'amorrite, signifiant « fille » ou « la fille ».

## Présentation
Elle est en relation avec la magie et la médecine et apparait dans des traités médicaux pour présenter les qualités qui neutralisent les poisons des animaux nuisibles. Elle est représentée comme un scorpion, ou une femme avec une tête de scorpion.
Elle serait à la fois nommée comme « fille de Ré » et « la dame du cobra ». Étant mentionnée comme l'une des sept épouses d'Horus, elle aurait  provoqué des problèmes de jalousie à Hathor, car elle était la préférée d'Horus. Elle est aussi appelée mère d'Horus (d'Edfou), qualifiée alors comme « nurse de celui en or » (Horus d'or ?) (inscription à Edfou).
Elle est également représentée comme étant une épouse et compagne du dieu Horus.
Le sang qui coulait lors de la rupture de son hymen par Horus pouvait servir de remède contre tous les poisons. Aucune représentation de la déesse Bitjet n'a été retrouvée à ce jour[réf. nécessaire], les archéologues pensent qu'il s'agit d'une déesse dont seuls les textes magiques l'invoquent. Elle aurait pu être figurée comme une femme coiffée d'un scorpion ou un scorpion, faisant ainsi référence à Serket (le Selkis grec), dont nous avons plusieurs représentations. Tabithet était peut-être représentée comme un cobra ou une tête de cobra.
Tabithet pourrait donc être une facette de Serket. Serket est liée au culte de la fertilité car elle passait pour être l'une des déesses protectrices des quatre sources du Nil. Elle est aussi Dame de la Vie car, à la naissance du roi-dieu, elle aide la reine à mettre au monde l'enfant divin ; cette épithète lui est aussi donnée car elle protège du venin des scorpions, serpents et autres animaux dangereux. Selkis est Maîtresse de la piqûreet Dame des liens. Elle aurait également pour fonction de protéger les guérisseurs et les sorciers.
Elle serait également mentionnée dans l’Apocalype d'Elijah, de l'époque copte, en tant que « reine de la paix ». L’Apocalype d'Elijah, est considérée par beaucoup comme une combinaison syncrétique de formes et de motifs égyptiens, juifs et chrétiens traditionnels, et donc il représente un point de vue assez unique de la vie des chrétiens égyptiens durant le troisième siècle.